# Heinz Hirdina
Heinz Hirdina (* 5. März 1942; † 19. Dezember 2013 in Berlin) war ein deutscher Designtheoretiker und Publizist.

## Leben
Heinz Hirdina studierte von 1961 bis 1966 Philosophie und Kulturwissenschaft in Jena, Leipzig und Berlin. Bis 1968 arbeitete er als Lektor für die Zeitung „Sonntag“ und im Aufbau-Verlag, Berlin.
Es folgte bis 1972 die Mitarbeit an der Designzeitschrift form+zweck, von 1973 bis 1979 als ihr Chefredakteur. Von 1980 bis 1986 war er verantwortlich für das Lektorat der Designpublikationen im Dresdner Verlag der Kunst. Nach seiner 1973 erfolgten Promotion habilitierte er sich 1988 und arbeitete ab 1987 als Dozent an der Kunsthochschule Berlin-Weißensee. 1993 erhielt er dort den Ruf an den Lehrstuhl für Theorie und Geschichte des Design den er bis 2005 innehatte. Für die in Hamburg erscheinende Zeitschrift Design Report schrieb Hirdina von 1994 bis 2000 regelmäßig Essays. Seine Texte erschienen dort im Wechsel mit Beiträgen von Designer Volker Albus. 2008 stellten Freunde und Wegbegleiter Hirdinas zu seinem 65. Geburtstag diese Beiträge für den Sammelband „Am Ende ist alles Design“ zusammen und ergänzten sie mit einer Reihe weiterer seiner Texte aus den Jahren 1971 bis 2004.
Hirdina war nicht nur einer der bedeutendsten Designtheoretiker und -historiker der DDR, sein gründlicher, vorbehaltloser Blick aufs Design in Ost und West blieb bis heute auch im wiedervereinigten Deutschland ohne Beispiel.
Im Leipziger Verlag Spector Books erscheinen Hirdina Vorlesungen, die er zwischen 1988 und 2004 an der Kunsthochschule Weißensee hielt. Die Ausgabe, ein einzigartiges Dokument deutschsprachiger Designgeschichtsschreibung, ist auf drei Bände angelegt und wird von Hirdinas Schüler Achim Trebeß betreut.
Heinz Hirdina war mit der Kunst- und Literaturwissenschaftlerin Karin Hirdina verheiratet
Der Vor- und Nachlass von Karin und Heinz Hirdina mit Schwerpunkt Wirkungsgeschichte des Bauhauses in Ostdeutschland zwischen 1945 und 1989 befindet sich in der Stiftung Bauhaus Dessau.

## Schriften
- Ästhetisches Formieren und Rezipieren unter den Bedingungen vergesellschafteter Arbeit und Produktion, ein Beitrag zur Ästhetik der industriellen Formgestaltung. Diss. A, Humboldt-Universität, Berlin 1973.
- Neues Bauen, neues Gestalten – das Neue Frankfurt, die neue Stadt; eine Zeitschrift zwischen 1926 u. 1933. Ausgewählt und eingeleitet von Heinz Hirdina. Verlag der Kunst, Dresden 1984, ISBN 3-88520-120-8
- Bruno Flierl, Heinz Hirdina: Postmoderne und Funktionalismus : sechs Vorträge. Hrsg. Verband Bildender Künstler, 1985.
- Funktionalismus als Gestaltungsprinzip, Texte zur Designgeschichte. Diss. B (Habil.), Humboldt-Universität, Berlin 1988.
- Gestalten für die Serie – Design in der DDR 1949–1985. Verlag der Kunst, Dresden 1988, ISBN 3-364-00042-5.
- Es gibt keine Konkurrenz zu uns – Design in Berlin. Hrsg. Heinz Hirdina, Helmut Staubach, Matthias Gubig. Vice Versa Verlag, Berlin 2005, ISBN 3-932809-52-1
- Am Ende ist alles Design – Texte zum Design 1971–2004. Hrsg. Dieter Nehls, Helmut Staubcach, Achim Trebeß, form+zweck Verlag, Berlin, 2008, ISBN 978-3-935053-15-0.
- Figur und Grund – Entwurfshaltungen im Design von William Morris bis Richard Buckminister Fuller. Vorlesungen Bd. 1. Hrsg. Achim Trebeß, Stiftung Bauhaus Dessau. Spector Books, Leipzig 2020, ISBN 978-3-95905-249-8.

### Aufsätze (Auswahl)
- 50 Jahre Bauhaus Dessau. In: Form + Zweck, Nr. 6, Berlin 1976.
- Bauhausmöbel. In: Möbel und Wohnraum, 34, Nr. 5, 1981, S. 131–134.
- Rationalisierte Hausarbeit : die Küche im Neuen Bauen. In: Jahrbuch für Volkskunde und Kulturgeschichte, 26, 1983.
- Die Suche nach der objektiven Form. In: Wissenschaftliche Zeitschrift der Hochschule für Architektur und Bauwesen, 29 (1983), Nr. 5/6, Weimar 1983, S. 474–478.
- Postmodernes Interieur. In: Brecht 88. Hg. Wolfgang Heise. Berlin 1987, S. 246–255.
- ... die Schönheit darf sich niemals der Zwecke schämen. In: Form + Zweck, Nr. 5, Berlin 1987, S. 30–38.
- Designbegriff zwischen Kunst und Industrie. In: Ästhetische Grundbegriffe, Studien zu einem historischen Wörterbuch. Hrsg. Karlheinz Barck, Martin Fontius, Wolfgang Thierse. Berlin 1990, S. 181–201.
- Verspätetes Porträt und Das Motiv der ‘Behutsamkeit’. In: Michael Brie, Karin Hirdina (Hrsg.): In memoriam Lothar Kühne – Von der Qual, die staatssozialistische Moderne zu leben. Berlin 1993, ISBN 3-929666-04-9, S. 8–11, 54–59.
- Die Avantgarde und der Weg nach Byzanz. In: Form + Zweck, Nr. 910, Berlin 1994, S. 98–117.
- Die rote Linie : Heinz Hirdina über den Bedeutungswandel eines Gestaltungselements. In: Design Report, Nr. 4, Hamburg 1994, S. 62–63.
- Die Wüste und das Entwerfen : Otl Aicher und Ettore Sottsass. In: Design Report, Nr. 9, Hamburg 1995, S. 42–43.
- Form follows Folgen _ über Helfershelfer, ihre Ursachen und Folgen. I in Design Report, Nr. 9, Hamburg 2000, S. 52–53.
- Design und Wasser – über Form und Bedeutung eines formlosen Elements. In: Design Report, Nr. 11, Hamburg 2000, S. 96–97.
- Stichwort Design. In: Ästhetische Grundbegriffe (ÄGB) – Historisches Wörterbuch in sieben Bänden. Bd. 2, Dekadent – grotesk. Hrsg. Karlheinz Barck, Martin Fontius, Dieter Schlenstedt u. a. Verlag J. B. Metzler, Stuttgart/Weimar 2001. S. 41–63.